# Copa Roca
Pour les articles homonymes, voir Roca.

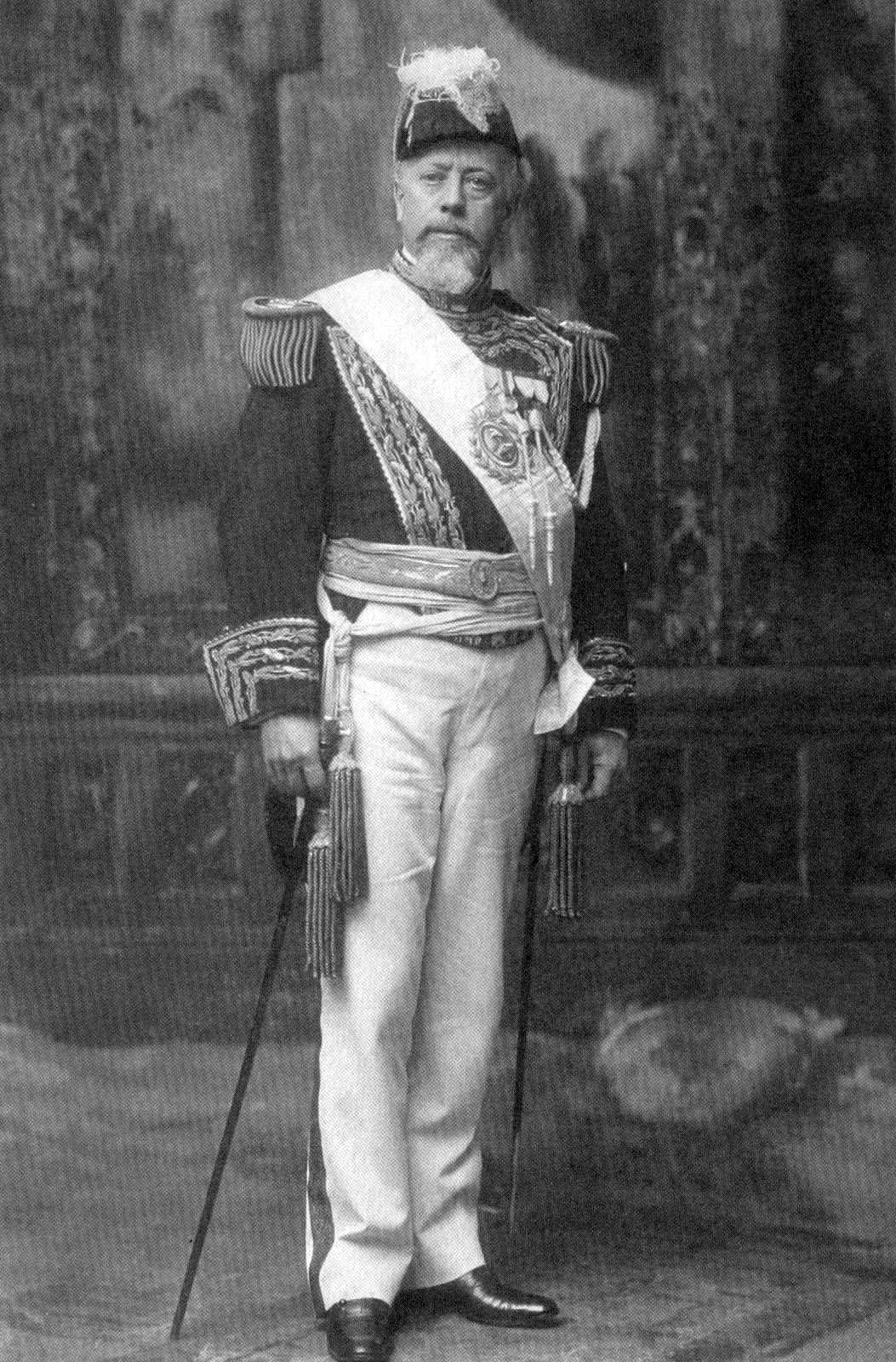
Julio Roca

La Copa Roca est une ancienne compétition de football qui oppose l'équipe d'Argentine de football à l'équipe du Brésil de football. Elle est disputée de manière discontinue de 1914 à 1971.
La compétition est créée par l'ancien président argentin, le général Julio Argentino Roca. Passionné de football, Roca fut ambassadeur d'Argentine au Brésil. Avec cette épreuve, il souhaite créer une saine rivalité entre les deux pays afin d'y développer le sport.  
En 1957, Pelé fait ses débuts avec la sélection brésilienne lors de la Copa Roca. L'édition de 1976 est disputée dans le cadre de la Copa del Atlántico qui oppose lors d'un mini championnat l'Argentine, le Brésil, le Paraguay et l'Uruguay. 
Le Brésil remporte l'épreuve à 9 reprises (la dernière le 28 septembre 2011) et l'Argentine 4 fois. En 1971, le titre est partagé. 
La compétition est remise au goût du jour en 2011 avec le Superclásico de las Américas, opposant les deux meilleures équipes de la CONMEBOL, à savoir le Brésil et l'Argentine.
Il existait une compétition équivalente entre le Brésil et l'équipe d'Uruguay de football : la Copa Rio Branco.

## Palmarès
| Année   | Vainqueur          | Dates      | Lieu           | Matchs                      |
| ------- | ------------------ | ---------- | -------------- | --------------------------- |
| 1914    | Brésil             | 27/09/1914 | Buenos Aires   | Argentine - Brésil 0-1      |
| 1922    | Brésil             | 22/10/1922 | São Paulo      | Brésil - Argentine 2-1      |
| 1923    | Argentine          | 09/12/1923 | Buenos Aires   | Argentine - Brésil 2-0      |
| 1939/40 | Argentine          | 15/01/1939 | Rio de Janeiro | Brésil - Argentine 1-5      |
| 1939/40 | Argentine          | 22/01/1939 | Rio de Janeiro | Brésil - Argentine 3-2      |
| 1939/40 | Argentine          | 18/02/1940 | São Paulo      | Brésil - Argentine 2-2 a.p. |
| 1939/40 | Argentine          | 25/02/1940 | São Paulo      | Brésil - Argentine 0-3      |
| 1940    | Argentine          | 05/03/1940 | Buenos Aires   | Argentine - Brésil 6-1      |
| 1940    | Argentine          | 10/03/1940 | Buenos Aires   | Argentine - Brésil 2-3      |
| 1940    | Argentine          | 17/03/1940 | Buenos Aires   | Argentine - Brésil 5-1      |
| 1945    | Brésil             | 16/12/1945 | São Paulo      | Brésil - Argentine 3-4      |
| 1945    | Brésil             | 20/12/1945 | Rio de Janeiro | Brésil - Argentine 6-2      |
| 1945    | Brésil             | 23/12/1945 | Rio de Janeiro | Brésil - Argentine 3-1      |
| 1957    | Brésil             | 07/07/1957 | Rio de Janeiro | Brésil - Argentine 1-2      |
| 1957    | Brésil             | 10/07/1957 | São Paulo      | Brésil - Argentine 2-0 a.p. |
| 1960    | Brésil             | 26/05/1960 | Buenos Aires   | Argentine - Brésil 4-2      |
| 1960    | Brésil             | 29/05/1960 | Buenos Aires   | Argentine - Brésil 1-4 a.p. |
| 1963    | Brésil             | 13/04/1963 | São Paulo      | Brésil - Argentine 2-3      |
| 1963    | Brésil             | 16/04/1963 | Rio de Janeiro | Brésil - Argentine 5-2 a.p. |
| 1971    | Brésil + Argentine | 28/07/1971 | Buenos Aires   | Argentine - Brésil 1-1      |
| 1971    | Brésil + Argentine | 31/07/1971 | Buenos Aires   | Argentine - Brésil 2-2 a.p. |
| 1976    | Brésil             | 27/02/1976 | Buenos Aires   | Argentine - Brésil 1-2      |
| 1976    | Brésil             | 19/05/1976 | Rio de Janeiro | Brésil - Argentine 2-0      |